# 方芷盈
方芷盈（英語：Nora Fong），外号“方包”，是香港的听障平面設計師、漫画家。

## 经历
方芷盈因出生時患德國麻疹而失去聽覺。中学阶段开始接触绘画，后立志成为漫画家。因成绩欠佳，入读香港专业教育学院，修读平面设计课程。她在毕业后继续创作漫画，并在2012年开设“我的无声世界”Facebook主页，分享她的漫画作品。
2010年，她参与编剧和导演的作品《少數中的少數》获第一屆「香港國際聾人電影節」短片創作比賽第三名；2019年，她获第七届青藝節「青少年藝術家」（公開組）優異獎。

## 作品
- 《我的無聲世界》（My Silent World）（2011年）
- 《無聲的戀愛世界》，（Silent World of Love）（2012年）
- 《無聲的旅遊闖蕩》，（Silent World of Travel）（2013年）
- 《無聲的寵物星球》，（Silent World of Pets）（2014年）

## 獎項
2010年 第一屆「香港國際聾人電影節」短片創作比賽第三名 《少數中的少數》聯合編劇、聯合導演、演出 香港聾人協進會、亞洲民眾戲劇節協會、香港城市大學創意媒體學院及香港城市大學應用社會科學系合辦。
2018年 第五屆「今生不做機器人夢想計劃」得獎人。
2019年 青藝節青少年藝術家年賞得獎人。香港遊樂場協會主辦
2021年 DFA亞洲最具影響力設計獎。

## 社群活動
2012年 第三屆香港國際聾人電影節參展電影短片《宅言》編劇、導演、演員，香港藝術中心、香港聾人協進會、亞洲民眾戲劇節協會、香港城市大學、香港城市大學創意媒體學院及香港城市大學應用社會科學系合辦。
2018年「WeTV無障礙媒體」編劇及節目主持。
2020年 創辧無聲世界有限公司（DIP設計創業培育計劃），協助殘疾人士就業。
2022年 香港特別行政區政府創科生活基金（FBL）評審委員。